# Candijay
Candijay is een gemeente in de Filipijnse provincie Bohol op het gelijknamige eiland. Bij de census van 2015 telde de gemeente ruim 29 duizend inwoners.

## Geografie

### Bestuurlijke indeling
Candijay is onderverdeeld in de volgende 21 barangays:
| - Abihilan - Anoling - Boyo-an - Cadapdapan - Cambane - Can-olin - Canawa - Cogtong - La Union - Luan - Lungsoda-an | - Mahangin - Pagahat - Panadtaran - Panas - Poblacion - San Isidro - Tambongan - Tawid - Tugas - Tubod |

## Demografie
Candijay had bij de census van 2015 een inwoneraantal van 29.475 mensen. Dit waren 432 mensen (1,5%) meer dan bij de vorige census van 2010. Ten opzichte van de census van 2000 was het aantal inwoners afgenomen met 914 mensen (-3,0%). De gemiddelde jaarlijkse groei in die periode kwam daarmee uit op -0,20%, hetgeen afwijkt van het landelijk jaarlijks gemiddelde over deze periode (1,84%).

De bevolkingsdichtheid van Candijay was ten tijde van de laatste census, met 29.475 inwoners op 103,26 km², 285,4 mensen per km².

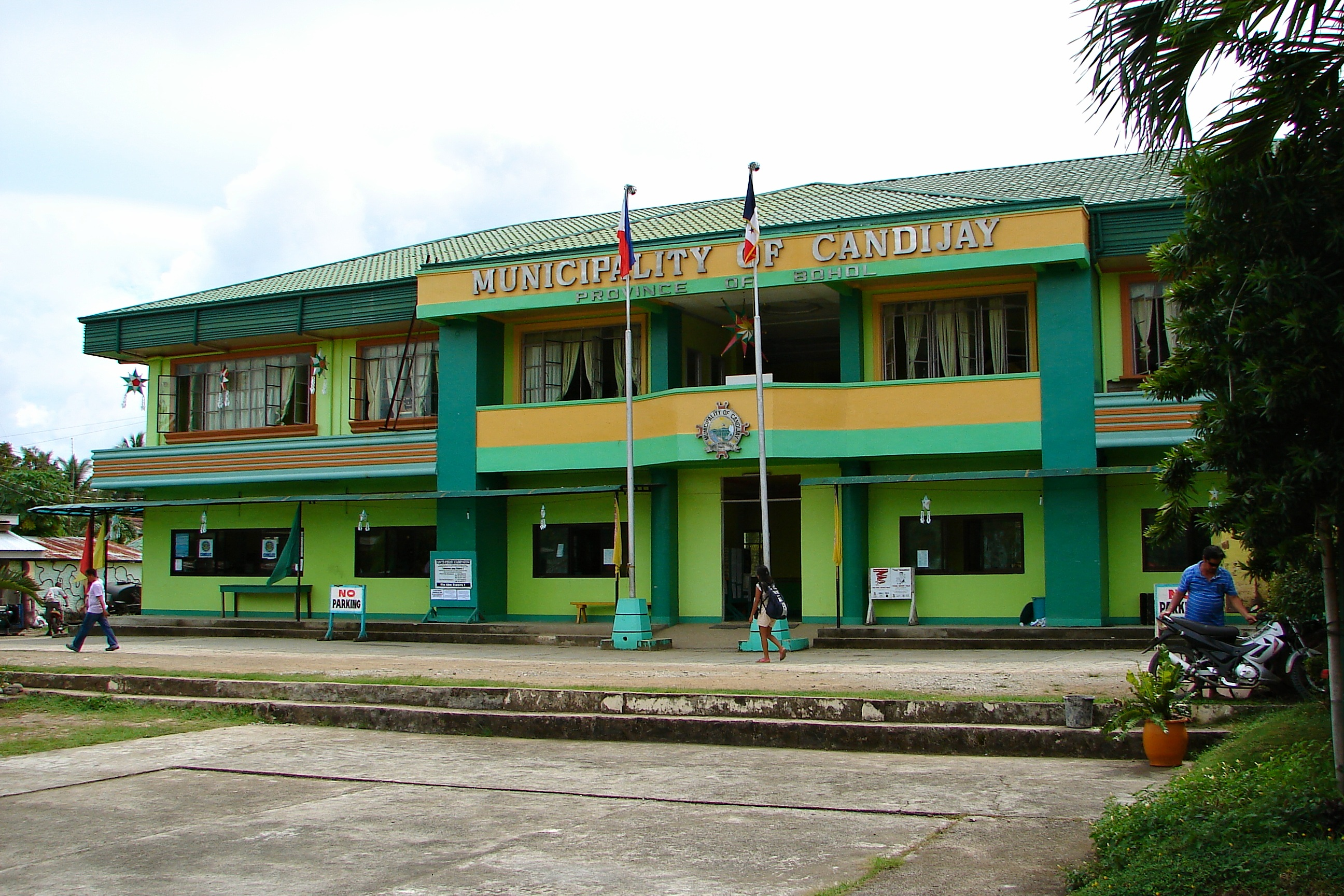
Raadhuis